# Grand Bazar România sau Călător străin updated
Grand Bazar România sau Călător străin updated este o culegere de 57 de povestiri scrise de Mike Ormsby și publicate de Editura Compania în București, România în mai 2008.  A fost tradusă în limba română de Vlad A. Arghir; versiunea în limba engleză Never Mind the Balkans, Here’s Romania a fost publicată simultan.
Cartea a reținut atenția criticilor literari și a comentatorilor din presa scrisă, radio și online. Mulți au lăudat viziunea realistă, aerul tragicomic și formatul accesibil.
Unii critici l-au descris pe autor ce pe un „Ion Luca Caragiale britanic”, iar unul dintre ei a perceput o legătură directă cu alți scriitori străini care au călătorit prin România în secolele trecute, precum John Paget, James Henry Skene, Emily Gerard și Sacheverell Sitwell. Altcineva găsește că stilul lui Ormsby seamănă cu cel al unui portretist, iar în ceea ce-i privește pe colegii de breaslă contemporani, el a fost comparat cu scriitorul irlandez Philip Ó Ceallaigh. Totuși, un jurnalist a sugerat că această carte reprezintă o insultă la adresa României din partea unui oaspete străin. Reacția generală a publicului a fost însă pozitivă atât în România, cât și în străinătate.

## Sumar
Bazată pe experiențele personale ale autorului în mediul urban și rural din România de-a lungul a paisprezece ani, între 1994 si 2008, cartea constă într-o serie de schițe care pun în evidență aspecte ale vieții contemporane din România. Povestitorul ne relatează întâmplările la persoana întâi, folosind timpul prezent și fiind mereu în legatură cu evenimentele și cu personajele, adesea cu rezultate neașteptate. Descrie întâlniri cu taximetriști, cu noi îmbogățiți, adolescenți, notari, avocați, ospătari, muzicieni, prieteni, membrii familiei, președinți de asociație de locatari, politicieni etc. Locurile variază : București și Transilvania, munte și mare. În două povestiri, naratorul întâlnește și observă români în străinătate. Tonul este ironic dar empatic, cu elemente de comedie dulce-amară, pericol si o dată cu violență, atunci când interese și idealuri intră în conflict. Multe povestiri capătă o întorsatură alegorică, deschizându-se unei intepretări mai largi.

## Teme Majore
Tema principală este trecerea României de la statutul de fostă la acela de democrație intrată în Uniunea Europeană. Tranziția socio-culturală, economică și politică a țării oferă materie pentru o serie de subteme care se suprapun sau intră în opoziție ; toate izvorăsc din viața cotidiană a orașului si de la țară, din România și din străinătate. E vorba despre noile averi agonisite rapid, despre sărăcie, birocrație, societate civilă, politica nelipsită dintr-un bloc, ospitalitate, egoism, milă, autoritate, maniere, corupție meschină, servicii publice, tarele gândirii comuniste, grija pentru copii, circulația pe drumurile publice, grija pentru animale, călătorii, muzica clasică și muzica populară, munca și timpul liber (în special jogging-ul), minorități, conflicte între sexe, botez și înmormântare.

## Personaje
Cele mai multe personaje sunt compozite, bazate pe mai multe persoane reale, și apar într-o singură povestire. Câteva personaje apar însă în câteva schițe : de pildă, 'Lumi', vecina povestitorului, mereu dispusă să-i dea o mână de ajutor. Puține sunt personajele care se bazează pe o singură persoană din viața reală ; datele unor asemenea personaje au fost modificate pentru a le proteja adevărata identitate.

## Semnificația literară și recepția
Cei mai multi critici literari, cititori în general și românofili din România și din străinătate au avut o reacție pozitivă la carte. Pentru unii cititori însă, cartea e mult prea aproape de adevăr și transmite o imagine negativă despre țară. Autorul a participat la un turneu de lansare a cărții în patru orașe din România. (Cluj-Napoca, Timișoara, Sibiu, Deva și București) în iunie 2008, iar cartea lui a fost prezentată pe larg de media cu acoperire națională. 
Raluca Ion, care a scris despre carte în ziarul Cotidianul a fost unul dintre primii cronicari care a sugerat o relație între Ormsby și unul dintre cei mai importanți scriitori români:
România și-a gasit un Caragiale britanic. Cartea te face sa râzi de metehnele noastre naționale, acelea care îi fac pe românii mai puțin toleranți să plece în străinătate. 
Cartea a fost recenzată pe larg de săptămânalul “Formula AS”, al cărui critic literar, Adriana Bittel, a detectat o viziune foarte limpede și lipsa oricărui complex de superioritate:
Mike Ormsby nu are nici cea mai mică intenție să ne flateze, dar nici nu ne tratează cu superioritatea celui venit din lumea civilizată în Estul înapoiat : el ține să consemneze exact ceea ce vede, trăiește și simte în România pestriță de azi. Simpatic, lucid, cu suflet mare și mult umor, jurnalistul englez surprinde nu o imagine de fațadă și nu o caricatură, ci chiar lumea românească de azi. 
Robert Bălan, în cronica sa din cotidianul național Gândul, din 23 iunie 2008, a sugerat că stilul lui Ormsby readuce la viață un apetit literar din secolele 19 si 20. 
În secolele trecute, călătorii străini vorbeau despre românii îmbrăcați după ultima modă pariziană și noroaiele ce înconjurau casele acestora. Ormsby vorbește despre ședințele de bloc și despre călătoriile cu taxiul. În lipsa mărturiilor despre România de zi cu zi, « Grand Bazar România » poate fi comparată cu relatările celor din secolele trecute.. 
David Shepard, un român stabilit în New South Wales, Australia care a recenzat cartea pentru un site de turism românesc, a fost de părere că Ormsby a comprimat în volum o răscruce de drumuri culturale în lumea modernă: 'Never Mind the Balkans, Here’s Romania’ pune în lumină confluența dintre tradițiile culturale ale României, profund înrădăcinate, și noile libertăți, tentații și mercantilismul care au apărut odată ce România a devenit cea mai tânără națiune din Uniunea Europeană. 
În ciuda laudelor nenumărate din media, nu toată lumea a fost totuși impresionată.  Cotidianul național România Liberă a publicat, după o primă recenzie pozitivă, în mai 2008, un interviu-profil, șase luni mai târziu, în care jurnalistul Cristian Curus sugerează că Ormsby a venit în România ca să critice. Autorul explică faptul că a venit în România ca reporter BBC, a revenit mai târziu ca să predea jurnalism, s-a stabilit în țară și a scris cartea după ce prietenii lui români l-au îndemnat să pună întâmplările trăite pe hârtie.

## Lectură Recomandată
- Interviu cu autorul, publicat în ziarul Foaia Transilvania, 2008[nefuncțională]
- Überlebensführer mit wahren Begegnungen (Ghid de supraviețuire cu întâmplări adevărate), cronică de carte în ziarul de limba germană din Transilvania Hermannstaedter Zeitung Arhivat în 17 iulie 2011, la Wayback Machine.
- Interviu cu autorul în ziarul din Hundeoara Ghimpele , 26 iunie 2008[nefuncțională]
- Interviu cu autorul în revista ELLE România
- Cartea e fost recomandată de Centrul Cultural Român din Londra Arhivat în 24 decembrie 2012, la Archive.is